# Savatiano
Savatiano (griechisch Σαββατιανό Savvatiano) ist eine Weißweinsorte, die in Attika und Mittel-Griechenland beheimatet ist. Die Traube besitzt eine bemerkenswerte Widerstandsfähigkeit gegen Dürre. Anfang der 1990er Jahre lag die bestockte Rebfläche bei fast 15.300 Hektar und erhöhte sich inzwischen (Stand 2001) auf über 18.000 Hektar. Kleine Bestände sind auch in Südafrika bekannt.
Im Allgemeinen sind die Weine aus der Savatiano-Rebe recht säurearm. Im Retsina, dessen Hauptbestandteil die Savatiano darstellt, wird ihr oft Roditis oder Assyrtiko beigemischt, um den Mangel an Säure zu kompensieren. In besonders geeigneten Höhenlagen mit kargen Böden kann die Rebsorte ausgewogene trockene Weißweine hervorbringen.
Siehe auch die Artikel Weinbau in Griechenland und Weinbau in Südafrika sowie die Liste von Rebsorten.

## Ampelographische Sortenmerkmale
In der Ampelographie wird der Habitus folgendermaßen beschrieben:
- Die Triebspitze ist offen. Sie ist dichtwollig behaart und von rötlicher Farbe. Die jungen Blätter sind ebenfalls wollig behaart, grün und der Blattrand ist leicht rosa bis kupferfarben.
- Die mittelgroßen, recht dicken Blätter sind fünflappig und mitteltief gebuchtet. Die Stielbucht ist U-förmig geschlossen. Der Blattrand ist stumpf gezahnt. Die Zähne sind mittelgroß und eng gesetzt.
- Die walzen- bis konusförmige Traube ist lang (20 bis 30 cm) und dichtbeerig. Die rundlichen Beeren sind mittelgroß und von weißgrüner bis gelbgrüner Farbe.

Die mäßig wuchskräftige Rebsorte treibt spät aus, reift ca. 30 Tage nach dem Gutedel und gilt somit als spät reifend. In fruchtbaren und bewässerten Böden kann ihr Ertrag auf nahezu 250 Hektoliter/Hektar ansteigen.

## Synonyme
Savatiano ist auch unter den Synonymen Aspro, Cephalone, Condoura, Domraine Aspri, Dombrena Apri, Dmvrena Aspri, Doubrena Lefki, Doumbraina Aspri, Doumpraina Lefki, Doumprena Apri, Doympraiina Leyki, Kontoura Lefki, Koudura Aspri, Kountoura Aspri, Ntomprena, Ntomprena Safeiko, Perachorites, Perachoritico, Perachoritiko, Perachoritis, Perahortico (auf der Insel Kefalonia), Sabates, Sabbathiano, Sabbatiano, Sakeico, Sakeiko, Savvathiano, Savvatiano, Savvatiano Perachoritiko, Stamatiano, Tsoumpraina Lefki, Tsoumprena und Tsoumprena Aspre bekannt.